# Scleria latifolia
Scleria latifolia là loài thực vật có hoa trong họ Cói. Loài này được Sw. miêu tả khoa học đầu tiên năm 1788.